# Когінас
Когінас — річка в Італії, яка розташована на острові Сардинія.
Довжина річки становить 116 км, а площа басейну – 2551 км 2. Найбільші притоки Кагінаса – це притоки Ріо Альтана і Ріо де Елема. У 1926 р. на річці була побудована ГЕС. З 2006 р. на Кагінасі почали ловити коропа.